# هیلتنفینگن
هیلتنفینگن (به آلمانی: Hiltenfingen) یک شهر در آلمان است که در آوگسبورگ واقع شده‌است.